# Lumnitzera littorea
Lumnitzera littorea är en tvåhjärtbladig växtart som först beskrevs av William Jack, och fick sitt nu gällande namn av Voigt. Lumnitzera littorea ingår i släktet Lumnitzera och familjen Combretaceae. IUCN kategoriserar arten globalt som livskraftig. Inga underarter finns listade i Catalogue of Life.

## Bildgalleri

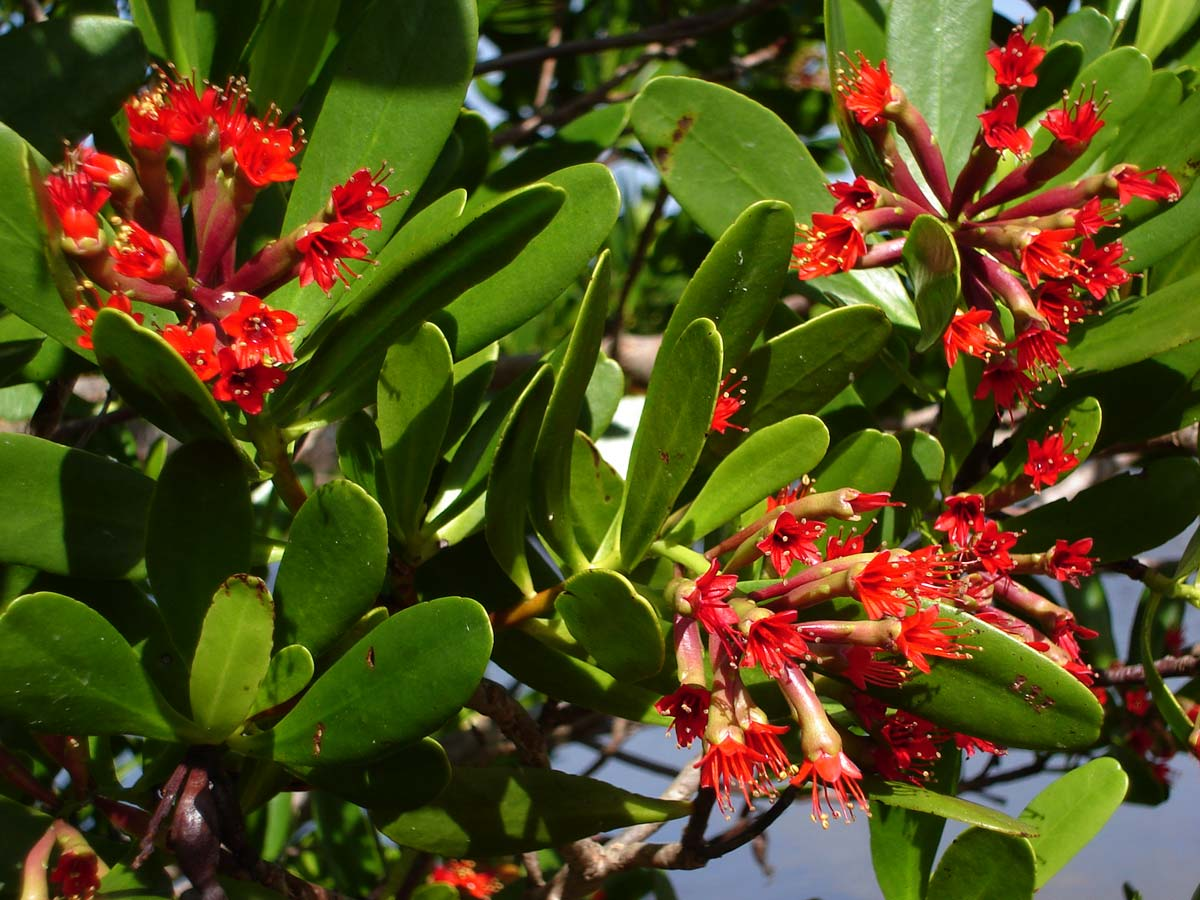